# Отталкивание плечом
«Отталкивание плечом» — условное название приёма, применяемого в эндшпиле, когда король не пускает на какое-то важное поле короля соперника. Примером может служить окончание партии В. Шлаге — К. Ауэс (Берлин, 1921).
|   | a                                                                     | b                                                                     | c                                                                     | d                                                                     | e                                                                     | f                                                                     | g                                                                     | h                                                                     |   |
| - | --------------------------------------------------------------------- | --------------------------------------------------------------------- | --------------------------------------------------------------------- | --------------------------------------------------------------------- | --------------------------------------------------------------------- | --------------------------------------------------------------------- | --------------------------------------------------------------------- | --------------------------------------------------------------------- | - |
| 8 | a7 чёрная пешка · f7 белый король · a6 белая пешка · b2 чёрный король | a7 чёрная пешка · f7 белый король · a6 белая пешка · b2 чёрный король | a7 чёрная пешка · f7 белый король · a6 белая пешка · b2 чёрный король | a7 чёрная пешка · f7 белый король · a6 белая пешка · b2 чёрный король | a7 чёрная пешка · f7 белый король · a6 белая пешка · b2 чёрный король | a7 чёрная пешка · f7 белый король · a6 белая пешка · b2 чёрный король | a7 чёрная пешка · f7 белый король · a6 белая пешка · b2 чёрный король | a7 чёрная пешка · f7 белый король · a6 белая пешка · b2 чёрный король | 8 |
| 7 | a7 чёрная пешка · f7 белый король · a6 белая пешка · b2 чёрный король | a7 чёрная пешка · f7 белый король · a6 белая пешка · b2 чёрный король | a7 чёрная пешка · f7 белый король · a6 белая пешка · b2 чёрный король | a7 чёрная пешка · f7 белый король · a6 белая пешка · b2 чёрный король | a7 чёрная пешка · f7 белый король · a6 белая пешка · b2 чёрный король | a7 чёрная пешка · f7 белый король · a6 белая пешка · b2 чёрный король | a7 чёрная пешка · f7 белый король · a6 белая пешка · b2 чёрный король | a7 чёрная пешка · f7 белый король · a6 белая пешка · b2 чёрный король | 7 |
| 6 | a7 чёрная пешка · f7 белый король · a6 белая пешка · b2 чёрный король | a7 чёрная пешка · f7 белый король · a6 белая пешка · b2 чёрный король | a7 чёрная пешка · f7 белый король · a6 белая пешка · b2 чёрный король | a7 чёрная пешка · f7 белый король · a6 белая пешка · b2 чёрный король | a7 чёрная пешка · f7 белый король · a6 белая пешка · b2 чёрный король | a7 чёрная пешка · f7 белый король · a6 белая пешка · b2 чёрный король | a7 чёрная пешка · f7 белый король · a6 белая пешка · b2 чёрный король | a7 чёрная пешка · f7 белый король · a6 белая пешка · b2 чёрный король | 6 |
| 5 | a7 чёрная пешка · f7 белый король · a6 белая пешка · b2 чёрный король | a7 чёрная пешка · f7 белый король · a6 белая пешка · b2 чёрный король | a7 чёрная пешка · f7 белый король · a6 белая пешка · b2 чёрный король | a7 чёрная пешка · f7 белый король · a6 белая пешка · b2 чёрный король | a7 чёрная пешка · f7 белый король · a6 белая пешка · b2 чёрный король | a7 чёрная пешка · f7 белый король · a6 белая пешка · b2 чёрный король | a7 чёрная пешка · f7 белый король · a6 белая пешка · b2 чёрный король | a7 чёрная пешка · f7 белый король · a6 белая пешка · b2 чёрный король | 5 |
| 4 | a7 чёрная пешка · f7 белый король · a6 белая пешка · b2 чёрный король | a7 чёрная пешка · f7 белый король · a6 белая пешка · b2 чёрный король | a7 чёрная пешка · f7 белый король · a6 белая пешка · b2 чёрный король | a7 чёрная пешка · f7 белый король · a6 белая пешка · b2 чёрный король | a7 чёрная пешка · f7 белый король · a6 белая пешка · b2 чёрный король | a7 чёрная пешка · f7 белый король · a6 белая пешка · b2 чёрный король | a7 чёрная пешка · f7 белый король · a6 белая пешка · b2 чёрный король | a7 чёрная пешка · f7 белый король · a6 белая пешка · b2 чёрный король | 4 |
| 3 | a7 чёрная пешка · f7 белый король · a6 белая пешка · b2 чёрный король | a7 чёрная пешка · f7 белый король · a6 белая пешка · b2 чёрный король | a7 чёрная пешка · f7 белый король · a6 белая пешка · b2 чёрный король | a7 чёрная пешка · f7 белый король · a6 белая пешка · b2 чёрный король | a7 чёрная пешка · f7 белый король · a6 белая пешка · b2 чёрный король | a7 чёрная пешка · f7 белый король · a6 белая пешка · b2 чёрный король | a7 чёрная пешка · f7 белый король · a6 белая пешка · b2 чёрный король | a7 чёрная пешка · f7 белый король · a6 белая пешка · b2 чёрный король | 3 |
| 2 | a7 чёрная пешка · f7 белый король · a6 белая пешка · b2 чёрный король | a7 чёрная пешка · f7 белый король · a6 белая пешка · b2 чёрный король | a7 чёрная пешка · f7 белый король · a6 белая пешка · b2 чёрный король | a7 чёрная пешка · f7 белый король · a6 белая пешка · b2 чёрный король | a7 чёрная пешка · f7 белый король · a6 белая пешка · b2 чёрный король | a7 чёрная пешка · f7 белый король · a6 белая пешка · b2 чёрный король | a7 чёрная пешка · f7 белый король · a6 белая пешка · b2 чёрный король | a7 чёрная пешка · f7 белый король · a6 белая пешка · b2 чёрный король | 2 |
| 1 | a7 чёрная пешка · f7 белый король · a6 белая пешка · b2 чёрный король | a7 чёрная пешка · f7 белый король · a6 белая пешка · b2 чёрный король | a7 чёрная пешка · f7 белый король · a6 белая пешка · b2 чёрный король | a7 чёрная пешка · f7 белый король · a6 белая пешка · b2 чёрный король | a7 чёрная пешка · f7 белый король · a6 белая пешка · b2 чёрный король | a7 чёрная пешка · f7 белый король · a6 белая пешка · b2 чёрный король | a7 чёрная пешка · f7 белый король · a6 белая пешка · b2 чёрный король | a7 чёрная пешка · f7 белый король · a6 белая пешка · b2 чёрный король | 1 |
|   | a                                                                     | b                                                                     | c                                                                     | d                                                                     | e                                                                     | f                                                                     | g                                                                     | h                                                                     |   |

После 1.Кре6 Крc3 
 2.Крd6? Крd4 
 3.Крc7 Кре5 
 игра завершилась вничью. Сыграв, однако, 2.Крd5! («отталкивая» короля соперника) белые могли выиграть.